# Ngựa vằn Grévy
Ngựa vằn Grevy (danh pháp hai phần Equus grevyi), là một loài động vật có vú trong họ Equidae, bộ Perissodactyla. Loài này được Oustalet mô tả năm 1882.
Chúng là loài ngựa hoang dã lớn nhất còn sinh tồn và lớn nhất và nguy cấp nhất trong ba loài ngựa vằn, hai loài còn lại là ngựa vằn đồng bằng và ngựa vằn núi. Ngựa vằn Grevy lớn hơn tất cả các loài săn chúng, lớn hơn cả sư tử, chúng dài từ 2.5-2.7m, cao từ 1.45-1.6m, nặng từ 350–450 kg. Được đặt theo tên Jules Grévy, ngựa vằn Grevy là thành viên duy nhất còn tồn tại của phân chi Dolichohippus. Ngựa vằn Grévy được tìm thấy ở Kenya và Ethiopia. So với ngựa vằn khác, nó có tai lớn, cao hơn và sọc của nó hẹp hơn.
Cuộc sống của ngựa vằn Grevy trong đồng cỏ bán khô hạn, nơi nó ăn cỏ, cây họ đậu, nó có thể tồn tại đến năm ngày mà không có nước. Ngựa vằn này được coi là nguy cấp. Dân số của chúng đã giảm từ 15.000 đến 3.000 từ những năm 1970. Tuy nhiên, đến năm 2008 dân số ổn định.